# Lasius occultatus
Formica occultata, Formica minutula, Formica obliterata, Formica pumila, Lasius minutulus, Lasius obliteratus
Espèce
Lasius occultatus est une espèce fossile de fourmis de la sous-famille des Formicinae.

## Classification
L'espèce Lasius occultatus est décrite en 1937 par le naturaliste suisse Oswald Heer (1809-1883) sous le protonyme Formica occultata,, en même temps que les trois autres espèces Formica minutula, Formica pumila et Formica oblitera.

### Renommage
Cette espèce est renommée Lasius occultatus en 1867 par l'entomologiste autrichien Gustav Mayr, suivi en 1928 par l'entomologiste hongrois Alexander Pongrácz (d), en 2012 par le myrmécologue anglais Barry Bolton (1938-), suivi en 2014 par les entomologistes ou paléontologues Gennady Mikhaïlovitch Dlussky (d) et T. S. Putyatina.

### Synonymes
Selon Paleobiology Database en 2023, les synonymes référencés sont au nombre de cinq :
- †Formica minutula Heer, 1849
- †Formica obliterata Heer, 1849
- †Formica pumila Heer, 1849
- †Lasius minutulus Heer, 1849
- †Lasius obliteratus Heer, 1849

L'espèce Formica minutula est renommée Lasius minutulus en 1867 par Gustav Mayr et suivi en 2012 par Barry Bolton.
L'espèce Formica pumila est déclarée synonyme en 2014 par Gennady Mikhaïlovitch Dlussky (d) et Tatyana Sergeyevna Putyatina (d).
L'espèce Formica obliterata est renommée Lasius obliteratus en 1867 par Gustav Mayr et suivi en 2012 par Barry Bolton. Elle est déclarée synonyme en 2014 par Gennady Mikhaïlovitch Dlussky et Tatyana Sergeyevna Putyatina.

### Citations
En 1937, le paléontologue français Nicolas Théobald, cite l'espèce Formica minitula,

### Fossiles
Selon Paleobiology Database en 2023, les collections de fossiles référencées sont au nombre de huit :
- Miocène, une collection d'Autriche et cinq de Croatie ;
- Oligocène supérieur ou Chattien, deux collections de France.

L'holotype est un spécimen UMJG&P 77.499 de la collection Grätz venant de Radoboj et des limons de Croatie.

### Étymologie
L'épithète spécifique occultatus signifie en latin « caché ».

## Description

### Caractères
La diagnose de Nicolas Théobald en 1937, : 

« Cet insecte est représenté par un échantillon Am15 du Muséum de Paris. ».

### Dimensions
La longueur totale est de 5 mm.

### Publication originale
- [1849] (de) Oswald Heer, Die Insektenfauna der Tertiärgebilde von Oeningen und von Radoboj in Croatien. Zweiter Theil: Henschrecken, Florfliegen, Aderflügler, Schmetterlinge und Fliegen, 1849, 1-264 p.